# Alicia Casals Gelpí
Alicia Casals Gelpí (* 27. Januar 1955 in Katalonien, Spanien) ist eine spanische Wirtschaftsingenieurin, Informatikerin und Hochschullehrerin.  Sie ist Professorin am Fachbereich Systemtechnik, Automatisierung und Industrieinformatik an der Universitat Politècnica de Catalunya. Als Leiterin des Robotikprogramms am Institut de Bioenginyeria de Catalunya hat sie an intelligenter Robotik mit Anwendungen im Gesundheitswesen gearbeitet und Prototypen robotischer Systeme entwickelt.

## Leben und Werk
Gelpi studierte an der Universitat Politècnica de Catalunya (UPC), wo sie 1978 ihr Studium des Wirtschaftsingenieurwesens abschloss und 1983 in Informatik promovierte. 1976 begann sie ihre Forschung am Automatisierungslabor der School of Industrial Engineers in Barcelona, das 1963 Professor Gabriel Ferrate Pascual gründete. Seit 1990 ist sie Professorin für Architektur und Technologie von Computern an der UPC. Ihr Forschungsgebiet sind Robotersysteme und die Steuerung medizinischer und chirurgischer Anwendungen. Sie leitet die Robotics and Vision Group am UPC Biomedical Engineering Research Center und ist assoziierte Forscherin am Institut de Bioenginyeria de Catalunya (IBEC).
Von 2009 bis 2015 war sie Leiterin der Robotikgruppe am Institut de Bioenginyeria de Catalunya und entwickelte Projekte im Bereich der Robotik für Rehabilitation und Chirurgie. Sie war Mitglied des European Robotics Network und war von 2001 bis 2008 Mitglied des Leitungsteams. 2004 gründete sie das IEEE Spanish Robotics Chapter, welches sie die ersten zwei Jahre leitete. Von 2008 bis 2009 war sie Vizepräsidentin der IEEE Robotics and Automation Society und von 2017 bis 2018 Präsidentin des Technischen Komitees für Biorobotik der IEEE Engineering in Medicine and Biology Society. Sie ist seit 2007 Mitglied des Institut d’Estudis Catalans und 2018 wurde sie Präsidentin der Abteilung für Wissenschaft und Technologie des Institut d’Estudis Catalans.
Im Februar 2011 gründete sie das aus IBEC und UPC hervorgegangene Unternehmen Rob Surgical Systems SL, das sich dem Design, der Entwicklung und der Markteinführung von Robotersystemen für medizinische Anwendungen widmet. Das Bitrack-Robotersystem ist eine der ersten Entwicklungen des Unternehmens.
Sie ist Teil des PhD-Programms für Biomedizintechnik an der UPC. Ihr Forschungsgebiet sind Robotersysteme und Steuerungsstrategien für Rehabilitations-, Assistenz- und chirurgische Anwendungen. Seit 2016 ist sie Leiterin der Gruppe Robotics and Vision am CREB-UPC und leitet die Forschung im Bereich der Robotik in Pflege, Rehabilitation und Chirurgie.
Sie war Gründungsmitglied und von 2004 bis 2012 Mitglied des Lenkungsausschusses des spanischen Robotik-Netzwerks im Rahmen des spanischen Ausschusses für automatische Steuerung.

## Auszeichnungen und Ehrungen (Auswahl)
- 1992: Internationaler Wissenschafts- und Technologiepreis von Barcelona
- 1996: Technologiepreis der Stadt Barcelona
- 1998: Narcís-Monturiol-Medaille der katalanischen Regierung[8]
- 2019: Nit de la Robòtica[9]
- 2022: Ehrenmedaille von Xarxa Vives, Autonome Universität Barcelona[10]